# Two Fisted Justice (film 1943)
Two Fisted Justice è un film del 1943 diretto da Robert Emmett Tansey.
È un film western statunitense con David Sharpe, John 'Dusty' King e Max Terhune (accreditato come Max 'Alibi' Terhune). Fa parte della serie di 24 film western dei Range Busters, realizzati tra il 1940 e il 1943 e distribuiti dalla Monogram Pictures.

## Produzione
Il film, diretto da Robert Emmett Tansey su una sceneggiatura e un soggetto di William L. Nolte, fu prodotto da George W. Weeks per la Monogram Pictures tramite la società di scopo Range Busters nel settembre del 1942. Il titolo di lavorazione fu Dead Man's Trail. Il brano della colonna sonora Go to Sleep Little Cowboy è accreditato a John King (parole e musica).

## Distribuzione
Il film fu distribuito negli Stati Uniti dall'8 gennaio 1943 al cinema dalla Monogram Pictures.

## Promozione
Le tagline sono:
- "THEIR NAMES SPELL TERROR FOR BANDITS! WARNING: Outlaws Who Don't Leave Town Will Be Carried Out!".
- "THEIR SIX-GUNS RULE THE RANGE! Three daredevils challenge the power of a kill-crazy bandit gang!".
- "HOT LEAD IS THEIR LAW! Three fightin' fools clean up the black spot of the WEST!".
- "WARNING! Outlaws Who Don't Leave Town Will Be Carried Out!".